# Lazarus (Schubert)
Lazarus (D 689) ist ein geistliches Vokalwerk von Franz Schubert.

## Entstehung
Das Libretto dieses Musikalischen Dramas wurde von August Hermann Niemeyer (1754–1828) für den Magdeburger Komponisten Johann Heinrich Rolle verfasst und von diesem 1778 auch erstmals vertont. Es berichtet nach dem Johannes-Evangelium (Joh., 11, 1–45) von der Auferweckung des Lazarus.
Franz Schubert komponierte Lazarus im Februar des Jahres 1820. Das Werk ist für sechs Solisten, Chor und Orchester geschrieben. Es besteht aus drei Akten – die von Schubert im Einklang mit den Angaben des Librettisten „Handlungen“ genannt wurden – und stellt eine Mischung aus Kantate, Oratorium und einer Art geistlichen Oper dar. Lazarus ist nur als Fragment überliefert. Der erhaltene Teil der Musik bricht bei der Grablegung ab. Neben der ersten „Handlung“, die sich in Schuberts Nachlass befand, besteht das Fragment aus der fragmentarischen zweiten „Handlung“, die im Jahr 1860 in der Sammlung des Beethoven-Experten Alexander Wheelock Thayer auftauchte, und dem letzten Blatt, das im Jahr 1863 von Johann von Herbeck aufgefunden wurde.

## Aufführungsgeschichte
In dieser Form wurde das Werk erst 1863 unter Johann von Herbeck (unter Mitwirkung des Wiener Singvereins) im Musikvereinsgebäude unter den Tuchlauben uraufgeführt.
1996 nahm Helmuth Rilling das Werk auf CD auf und zwar einschließlich der eigens zu diesem Zweck verfassten Ergänzung durch den russischen Komponisten Edison Denissow.
Zur Frage, warum die Komposition ein Fragment geblieben ist, äußerte sich Musikwissenschaftler Walther Dürr wie folgt: „Angezogen hat ihn [Schubert] vermutlich der die beiden ersten Akte beherrschende Todesgedanke, zum dritten Akt aber, der die leibliche Auferstehung des Lazarus schildert, hat er kein Verhältnis gefunden“. Reinhold Kubik hingegen mutmaßte, Schubert sei an der „Ambivalenz, die bei der strukturellen Mehrdeutigkeit kleinster Motive beginnt und bis zur Beurteilung ganzer Abläufe reicht“, gescheitert.

## Handlung
Erste Handlung
Die Erste Handlung wird im Libretto wie folgt eingeleitet: „Die Szene ist ein Garten vor einem ländlichen Hause. Maria und Martha, die Schwestern Lazarus’, führen den kranken Bruder aus dem Hause, unter einen schattenden Palmbaum und lehnen ihn sanft auf einen blumichten Rasen nieder. Sein Gesicht ist bleich, aber nicht entstellt.“ Hier im Garten will sich Lazarus vor seinem Tod „einmal noch der Schöpfung Gottes freun“ und tröstet seine Schwestern Maria und Martha, nicht um ihn zu weinen. Nach und nach kommen Nathanael, Jemina sowie andere Freunde dazu. Lazarus stirbt.
Zweite Handlung
Die Zweite Handlung wird im Libretto wie folgt eingeleitet: „Die Szene ist eine grünende Flur voll Grabsteine, mit Palmen und Zedern umpflanzt. Im Hintergrunde ein Wäldchen und in der Ferne der Weg zu Lazarus Wohnung.“ Lazarus’ Freund Simon kommt hinzu. Gemeinsam legen die Freunde Lazarus in sein Grab und beklagen seinen Tod.
Dritte Handlung
Die Dritte Handlung wird im Libretto wie folgt eingeleitet: „Die Szene wie in der ersten Handlung, vor dem Hause des Toten.“ Martha eilt heran und berichtet, sie „flog dem Heiligen entgegen“ und flehte ihn an: „Wärst Du, ach wärst Du hier gewesen, mein Bruder wäre nicht gestorben“. Dieser antwortet mit der Frage, ob Martha daran glaubt, dass er der „Auferwecker“ und das „Leben“ ist. Maria ist über die Nachricht dieser Begegnung erfreut und schöpft Hoffnung. Unter Donner und dem Lobpreis der Anwesenden erscheint Lazarus. Lazarus berichtet, vom „Totenerwecker“ wieder zurückgeschickt worden zu sein, und heißt seine Schwestern und Freunde willkommen.

## Satzbezeichnungen
Erste Handlung
1. (Lazarus) „Hier lasst mich ruhen“
2. (Martha) „Noch einen Augenblick“
3. (Maria) „Trübe nicht mit Klagen deine Seele“
4. (Arie Maria) „Steh im letzten Kampf dem Müden“
5. (Lazarus) „Voll Friede“
6. (Nathanael) „So segne mich“
7. (Lazarus) „Willkommen, mein Nathanael“
8. (Arie Nathanael) „Wenn ich ihm nachgerungen habe“
9. (Martha) „Nathanael, bewundern kann ich dich“
10. (Maria) „O Martha, bliebst du stiller“
11. (Maria) „Der Trost begleite dich hinüber“
12. (Maria) „Wenn nun mit tausendfachen Qualen“
13. (Arie Maria) „Gottes Liebe, du bist seine Zuversicht“
14. (Jemina) „Ach so, finde ich noch“
15. (Lazarus) „Jemina, Tochter der Auferstehung“
16. (Arie Jemina) „So schlummert auf Rosen die Unschuld ein“
17. (Jemina) „Nun entflog auf schnellen Schwingen“
18. (Jemina) „Ach seht, er wird so bleich“
19. (Lazarus) „Ich sterbe, ach nun kommt“
20. (Chor) „Allgnädiger, heile du unsrer Seele Wunde“

Zweite Handlung
1. Einleitung
2. (Simon) „Wo bin ich“
3. (Arie Simon) „O könnt ich, Allgewaltiger“
4. (Nathanael) „Wes ist der Klage Stimme“
5. (Chor) „Sanft und still schläft unser Freund“
6. (Nathanael) „So legt ihn in Blumen“
7. (Arie Martha) „Hebt mich der Stürme Flügel“
 Mitten in dieser Arie bricht Schuberts Partitur des Fragments ab. Die folgenden Teile sind nur von J. H. Rolle oder E. Denissow vertont worden:
8. (Nathanael) „Einst-wenn vom Abend und vom Morgen her“
9. (Ein Jüngling) „Mein stiller Abend ist gekommen“
10. (Chor) „Wiedersehen! sei uns gesegnet“

Dritte Handlung
1. (Martha) „Ich habe ihn gesehen“
2. (Arie Maria) „Auferwecker!“
3. (Martha) „Maria! Ach wenn er den Schlummernden“
4. (Maria) „Ich folge, meine Schwester!“
5. (Simon) „Wie ich wanke! Wie ich irre!“
6. (Chor) „Preis dem Erwecker!“
7. (Chor) „Er kam, mit Trost des Himmels“
8. (Chor) „Preis dem Erwecker!“
9. (Nathanael) „Simon! Simon, noch so trübe dein Auge“
10. (Lazarus) „Willkommen, meine Brüder“
11. (Arie Lazarus) „O dass mit Himmelsharmonien“
12. (Chor) „Mehr! viel mehr! Kein Harfenklang“
13. (Simon) „O Tag des Jubels“
14. (Arie Simon) „In Wetterwolken eingehüllt“
15. (Nathanael) „Was wird jener Tag sein“
16. (Lazarus) „Ich will dich singen“
17. (Chor) „Heilige Stätte“
18. (Chor) „Komm, Wonnetag“